# 전쟁 영화
전쟁 영화(war film)는 전쟁을 소재로 다루는 영화를 말한다. 배경은 중세부터 현대 혹은 미래까지 다양한 배경이 있다.
전쟁 영화는 일반적으로 해군, 공중 또는 지상 전투에 관한 전쟁과 관련된 영화 장르로, 전투 장면이 드라마의 중심이다. 탐구된 주제에는 전투, 생존과 탈출, 군인 간의 동지애, 희생, 전투의 무익함과 비인간성, 전쟁이 사회에 미치는 영향, 전쟁이 제기하는 도덕적, 인간적 문제가 포함된다. 전달되는 이야기는 소설, 역사 드라마, 전기일 수 있다.
반드시 구별되는 것은 아니지만 하위 장르에는 반전, 코미디, 선전, 다큐멘터리가 포함된다. 북아프리카의 서부 사막과 제2차 세계 대전의 태평양, 베트남, 소련-아프가니스탄 전쟁과 같은 특정 극장에는 유사한 전쟁 영화의 하위 장르가 있다. 보병, 공중, 해상, 잠수함 또는 전쟁 포로 수용소와 같은 특정 전쟁 영역을 배경으로 한 영화도 있다.

## 고대 전쟁
- 트로이 (영화)
- 300 (영화)

## 1차 세계 대전
- 갈리폴리 (1981년 영화)
- 파스샹달 (영화)
- 레드 바론

## 2차 세계 대전

### 유럽 전선
- 라이언 일병 구하기
- 레드 테일즈
- 퓨리

### 동부 전선
- 스탈린그라드 (영화)
- 스탈린그라드: 최후의 전투
- 브레스트 요새
- 에너미 앳 더 게이트

### 일본군 관련
- 진주만 (영화)
- 마이 웨이 (2011년 영화)
- 이오지마에서 온 편지
- 아버지의 깃발

## 한국 전쟁
- 태극기 휘날리며
- 고지전
- 격퇴
- 돌아오지 않는 해병
- 남부군 (영화)
- 포화 속으로
- 작은 연못 (영화)
- 공동경비구역 JSA
- 인천상륙작전 - 인천상륙작전 (1965년 영화), 인천상륙작전 (2016년 영화)

## 베트남 전쟁
- 플래툰
- 님은 먼곳에

## 현대 전쟁
- 블랙 호크 다운
- 액트 오브 밸러
- 론 서바이버 (영화)

## 같이 보기
- 전쟁 영화 목록
- 반전 영화